# Ivan Kolev
Ivan Kolev, född den 17 april 1951 i Tjirpan, Bulgarien, är en bulgarisk brottare som tog OS-brons i mellanviktsbrottning i den grekisk-romerska klassen 1976 i Montréal. 